# Guillaume de Rochefort
Guillaume de Rochefort (* 1433 in Rochefort-sur-Nenon, Franche-Comté; † 1492) war unter den Königen Ludwig XI. und Karl VIII. Kanzler von Frankreich.

## Leben
Geboren wurde Guillaume de Rochefort in Rochefort-sur-Nenon im späteren Département Jura. Er trat in den Dienst der Herzöge von Burgund Philipp der Gute und Karl der Kühne. Kurz nach dem Tod des letzteren, 1477, quittierte er den Dienst und ging an den königlichen Hof, wo er 1483 Kanzler wurde. Er war der Vorsitzende der Generalstände von Tours im Jahr 1484 und wurde später damit beauftragt, die Verträge zur Hochzeit von Karl VIII. mit Anne de Bretagne vorzubereiten.
Guillaume war mit Anne de La Trémoille, Tochter von Louis I. de La Trémoille aus dem Haus La Trémoille, verheiratet. Sein Bruder war Guy de Rochefort, der 1497 ebenfalls Kanzler wurde.